# 블래스터 마스터 (비디오 게임)
《블래스터 마스터》(Blaster Master)는 선소프트가 제작한 패밀리 컴퓨터용 플랫폼 게임이다. 《블래스터 마스터》 시리즈의 첫 번째 게임으로, 일본서 1988년 6월 17일 《초혹성전기 메타파이트》(超惑星戦記メタファイト)라는 제목으로 발매됐으며, 북미 지역에서는 같은 해 11월, 유럽에선 1991년 4월에 발매됐다.
플레이어는 지하에 떨어진 애완개구리를 찾기위해 모험을 떠나는 주인공 제이슨을 조종하며, 주로 포가 달린 장갑차를 탑승하는 플랫폼 게임구조를 지녔으나 보스전을 포함한 일부 구간에서는 하차해서 무기를 들고 진행하는 런 앤 건 게임플레이가 혼합된 것이 특징이다.
미국서 《월즈 오브 파워》 시리즈의 일부로 소설화가 됐다.